# مار قرداغ
مار قَرداغ (سریانی کلاسیک: ܡܪܝ ܩܪܕܓ)، یک شاهزادهٔ افسانه‌ای ساسانی است که بر پایۀ داستانی که درباره‌اش ساخته شده‌‌ به‌دلیل تغییر دین از دین زردشتی به دین مسیحیت، در دورهٔ پادشاهی شاپور دوم کشته‌شد و یکی از شهدای مسیحی محسوب می‌شود. وی در کلیسای کاتولیک کلدانی، کلیسای آشوری شرق، و کلیسای سیرو-مالابار محترم شمرده می‌شود. بر اساس آنچه در داستانِ سریانی آمده آرامگاه او در اربیل، آدیابن بوده و کلیسایی در آن‌جا به یاد او ساخته شده‌ بود.

## زندگی
قرداغ در یک خانوادهٔ بلندپایهٔ زردشتی در شاهنشاهی ساسانی در سدهٔ چهارم میلادی زاده‌شد. هنگامی که او ۲۵ ساله بود، شاپور دوم شاهنشاه ساسانی، از املاک خانوادهٔ او بازدید کرد و تحت تأثیر چهرهٔ زیبا و اندام ورزیدهٔ قرداغ قرار گرفت. وی قرداغ را به‌عنوان مرزبان غرب و بیدخش آدیابنه (نوداردشیرگان) به مرکزیت اربیل در میانرودان منصوب کرد و او به آن‌جا رفت. قرداغ در آن‌جا با عبدیشو (ܥܒܕܝܫܘܥ) که شماس بود آشنا گردید و دین زردشتی را ترک گفت و به مسیحیت تغییر دین داد.
قرداغ به‌محض بازگشت به خانه آتشکده زرتشتی که خودش ساخته بود را به کلیسا تغییر کاربری داد ولی از سوی خانواده‌اش طرد شد و تحت فشار قرار گرفت تا دوباره به دین زردشتی بازگردد، با پافشاری او بر مسیحیت، شاپور علیرغم میل باطنی و تحت فشار نخبگان مذهبی، ناگزیر شد که او را محکوم به بازگشت به دین زردشتی و آتشکده کردن کلیسای مذبور کند تا در صورت تمرد اعدام شود. قرداغ پس از آگاهی از فرمان شاپور، به‌همراه تعداد اندکی افراد نظامی، به قلعه ای گریخت و توانست برای چند ماه، نیروهایی که به‌دنبال او بودند را دور کند. یک شب سنت استفان بر وی ظاهر شد و به او گفت که باید جان خویش را برای ایمانش نثار کند و دست از مبارزه بردارد. در نتیجه، قرداغ از قلعه بیرون آمد و خود را تسلیم کرد و توسط مردم محلی با ترغیبِ مسئولان دولتی سنگسار شد. بر پایۀ این داستان پدر قرداغ نهایتا با سنگی که پدرش به سوی او پرتاب کرد کشته شد. بعدها در همان محل جشنواره و بازاری سالیانه به نام او برپا گشت که همه ساله در سالگرد شهادت او هزاران نفر از مسیحیان منطقه را به سوی خود جلب میکرد.

## مدرسهٔ مار قرداغ
از سال ۲۰۱۱ میلادی، مدرسه‌ای به یاد و نام مار قرداغ در عنکاوا تأسیس شد.